# Георги Мазаков
Георги Михалков Мазаков е български общественик и революционер, деец на Вътрешната македоно-одринска революционна организация.

## Биография
Георги Мазаков е роден през 1864 година в град Крива паланка, тогава в Османската империя, днес в Северна Македония. Баща му Михалко Мазаков е виден общественик, а майка му Ката е дъщеря на Давид Кърчовски. По професия Георги Мазаков е терзия. Присъединява се към ВМОРО, заловен е от османските власти и лежи в „Куршумли хан“ в Скопие.
По време на първата световна война е назначен за помощник-кмет на град Кривапаланка.
Женен е за Йорданка (1884-1967), сестра на революционера Александър Димитраков, с която имат пет деца. Умира през 1957 година.